# トガ・テムル
トガ・テムル（ペルシア語: طغاتیمور Togha Temür, ? - 1353年）は、イルハン朝の最後のハン（在位：1337年 - 1353年）。イルハン朝のハンを称した人物の中で最後に没した、イルハン朝の事実上最後のハンである。トガ・ティムールとも表記。

## 生涯
ムハンマド・ハンを擁するイールカーニー派のタージュ・ウッディーン・ハサン・ブズルグ（大ハサン）と敵対する将校アリー・ジャファルは、ホラーサーンの長官アミール・シャイフ・アリーに大ハサンと対抗するよう説得し、ジョチ・カサルの後裔であるトガ・ティムールをハンに擁立した。彼らはイラークへ進軍し、アリー・パーディシャーが擁立したムーサ・ハンと合流、共同でムハンマド・ハンと大ハサンを打倒することを決定した。
1337年7月、マラーガで戦闘になったが、トガ・ティムールは早速逃走してしまう。残されたムーサ・ハンは部下のオイラト部人と一部のホラーサーン人とともに頑強に抵抗したが敗れ、逃走中に捕らえられて処刑された。トガ・ティムールはビスタームまで逃れ、ホラーサーンとマーザンダラーンはトガ・ティムールの支配下に残った。
1338年、サティ・ベク・ハンが即位すると、チョバン派のシャイフ・ハサン（小ハサン）とイールカーニー派の大ハサンは和解したが、大ハサンはそれに納得がいかず、トガ・ティムール・ハンを承認する策をとり、トガ・ティムール・ハンにイラークへ来るよう勧めた。トガ・ティムール・ハンはアミール・アルグン・シャーとワズィールのアラー・ウッディーン・ムハンマドを伴ってイラークへ赴いた。そこでは行政の節約制度に従い、イラークの納税者を圧迫し、特権と俸給の削減をはかったので、大ハサンを悩ませた。小ハサンは大ハサンとトガ・ティムール・ハンを離間させようとサティ・ベク・ハンとの婚約をちらつかせた。これに応じたトガ・ティムールは大ハサンを攻撃することを小ハサンに書簡で送ったが、小ハサンはその書簡を大ハサンに見せたので、大ハサンとトガ・ティムールの離間は成功し、トガ・ティムールはホラーサーンへと逃走した。
1341年、小ハサンが擁立したスライマーン・ハンの領するイラーク・アジャーミーに侵攻し、その長官アミール・ソルカンを自軍に誘い込んだ。しかし、小ハサンの弟のアシュラフによって敗れたため撤退した。
1353年、トガ・ティムールがサルバダール部に朝貢を促したため、その王ヤヒヤー・ケラヴィは修好するという名目で部下を連れてトガ・ティムールのオルドに赴いた。トガ・ティムールはアストラーバード付近で宴会を催したが、ヤヒヤー・ケラヴィによって暗殺された。ヤヒヤー・ケラヴィらはトガ・ティムールのオルドを掠奪し、まもなくマーザンダラーン全土を支配した。